# Шипоту (Поноареле, Мехедінць)
Шипоту (рум. Șipotu) — село у повіті Мехедінць в Румунії. Входить до складу комуни Поноареле.
Село розташоване на відстані 273 км на захід від Бухареста, 40 км на північ від Дробета-Турну-Северина, 144 км на південний схід від Тімішоари, 114 км на північний захід від Крайови.

## Населення
За даними перепису населення 2002 року у селі проживали 215 осіб, усі — румуни. Усі жителі села рідною мовою назвали румунську.